# دونگا لوکوشنیتسا
دونگا لوکوشنیتسا (به صربی: Donja Lokošnica) یک منطقهٔ مسکونی در صربستان است که در لسکواس واقع شده‌است. دونگا لوکوشنیتسا ۱٬۰۶۰ نفر جمعیت دارد.